# Closer to the Sun
Closer to the Sun è il terzo album in studio del cantante australiano Guy Sebastian, pubblicato nel 2006.

## Tracce
1. Elevator Love
2. Out of Place
3. Can't Stop a River
4. Trade This Love
5. Closer to the Sun
6. Cover On My Heart
7. I'm Gon Getcha
8. Unbreakable
9. Taller, Stronger, Better
10. Boyfriend
11. Stars Collide
12. Takin' Me Over
13. Be Mine